# (2565) Grögler
(2565) Grögler est un astéroïde de la ceinture principale.

## Description
(2565) Grögler est un astéroïde de la ceinture principale. Il fut découvert le 12 octobre 1977 à l'observatoire Zimmerwald par Paul Wild. Il présente une orbite caractérisée par un demi-grand axe de 2,36 UA, une excentricité de 0,24 et une inclinaison de 2,0° par rapport à l'écliptique.

## Compléments